# Braille japonés
El sistema de braille japonés está basado en el sistema original braille para la escritura del idioma japonés. En japonés es conocido como tenji (点字?   literalmente "caracteres de puntos").
El braille japonés es una abugida basada en vocales. Los glifos son silábicos, a pesar de que el kana consiste en símbolos de consonantes y letras, las vocales toman predominio. Las vocales son escritas en la esquina superior izquierda (puntos 1, 2 y 4) y pueden ser usadas solas. Las consonantes son escritas en la esquina inferior derecha (puntos 3, 5 y 6) y no pueden ser usadas solas (Una t aislada puede ser leído como wo, por ejemplo). Sin embargo, la semivocal y es indicado por el punto 4, un punto de vocal, y el símbolo de la vocal es puesto al final del bloque. Cuando se escribe sola, indica que la siguiente sílaba es una y media, como en mya. Para las sílabas que comiencen con w la vocal es también puesto abajo, pero no se escribe consonante. (Excepto por la sílaba wa, la w histórica es muda en el japonés moderno).
A continuación se presenta una tabla básica de braille japonés con los caracteres hiragana seguido con los caracteres rōmaji sobre cada carácter braille. 

## Tabla principal
| Ø | あ a  | い i   | う u   | え e  | お o  |      |
| Ø | ●     | ●      | ●      | ●     | ●     |      |
| k | か ka | き ki  | く ku  | け ke | こ ko |      |
| k | ●     | ●      | ●      | ●     | ●     |      |
| s | さ sa | し shi | す su  | せ se | そ so |      |
| s | ●     | ●      | ●      | ●     | ●     |      |
| t | た ta | ち chi | つ tsu | て te | と to |      |
| t | ●     | ●      | ●      | ●     | ●     |      |
| n | な na | に ni  | ぬ nu  | ね ne | の no |      |
| n | ●     | ●      | ●      | ●     | ●     |      |
| h | は ha | ひ hi  | ふ fu  | へ he | ほ ho |      |
| h | ●     | ●      | ●      | ●     | ●     |      |
| m | ま ma | み mi  | む mu  | め me | も mo | ん N |
| m | ●     | ●      | ●      | ●     | ●     | ●    |
| y | や ya |        | ゆ yu  |       | よ yo | -y-  |
| y | ●     |        | ●      |       | ●     | ●    |
| r | ら ra | り ri  | る ru  | れ re | ろ ro |      |
| r | ●     | ●      | ●      | ●     | ●     |      |
| w | わ wa | ゐ wi  |        | ゑ we | を wo | -w-  |
| w | ●     | ●      |        | ●     | ●     | ●    |

## Otros símbolos
En los kana, las consonantes sonoras g, z, d y b se derivan de las consonantes mudas k, s, t y h añadiendo un diacrítico llamado dakuten (ten ten) al kana, como en ぎ gi. Del mismo modo, la p se deriva de la h añadiendo un pequeño círculo, handakuten (maru). Dos kana pueden ser fusionados en una sola sílaba y escribiendo la segunda sílaba pequeña, como en きゃ kya; es llamado yōon.
| tenten (voz) | maru (p-) | yōon (-y-) | yōon + tenten | yōon + maru |
| ●            | ●         | ●          | ●             | ●           |

En el braille japonés, los signos especiales son prefijos. Por ejemplo el orden de lectura es tenten ki para ぎ gi. Cuando hay más de un prefijo en una sílaba, son combinados en un prefijo unificado, como el yōon-tenten para ぎゃ gya.
El prefijo yōon se usa en la representación de la y en los bloques ya, yu, yo. Cuando se muestra antes de ka, ku, ke, ko, produce kya, kyu, kye, kyo. De igual manera, el prefijo yōon-tenten antes de ka, ku, ke, ko, produce gya, gyu, gye, gyo. Igualmente ocurre con las otras consonantes. La sílaba ye es escrita como yōon más e. (Nótese que kye, gye y ye no se encuentran en palabras japonesas). El yōon y yōon-tenten también son agregados a la sílaba chi para representar los sonidos ti y di para los términos extranjeros; y de igual manera con el yōon-maru y yōon-tenten-maru (los tres puntos en el lado derecho del bloque) son agregados a la sílaba tsu para escribir tu y du. Esto difiere del sistema usado en el kana, donde las bases silábicas son te y to drespectivamente, y donde el maru solamente representa la letra p.
Existe un segundo prefijo para el kana w medio. Cuando se combina con la sílaba ka, produce la sílaba obsoleta kwa. También puede ser fusionado con el prefijo de voz para gwa. Para palabras extranjeras, puede ser combinado con las vocales i, e y o para wi, we y wo (en el kana japonés para wi, we y wo la w es muda), con ha, hi, he, ho para fa, fe, fi, fo y va, vi, ve, vo (vu es escrito como tenten u), y con ta, chi, tsu, te, to para tsa, tsi, tu, tse, tso y (con tenten) du.
Existen otros dos kana. Uno, llamado sokuon, es un pequeño kana tsu, っ; es usado para indicar que la siguiente sílaba es un geminado, o (en interjecciones) una oclusiva glotal. El otro es una raya, ー, llamado chōon y que es usado solamente en katakana para indicar una vocal larga. Estos también tiene su forma en braille.
| sokuon | chōon |
| ●      | ●     |

El lugar de estos bloques es idéntico al caso de los kana: el sokuon indica que la siguiente consonante es geminante, mientras que el chōon indica que la vocal precedente es larga.

## Puntuación
Aparte de los signos de puntuación del japonés, el sistema tiene símbolos que indican que los siguientes signos son números arábigos o letras del alfabeto latino.
| 。 | 、 | num. | Latin | hyph. |
| ●  | ●  | ●    | ●     | ●     |

Existen otras marcas de puntuación, incluyendo una que indica que los siguientes signos están en inglés.